# Małżeństwo osób tej samej płci w Islandii
     Małżeństwo
     Rejestrowany związek partnerski
     Konkubinat
     Konstytucja definiuje małżeństwo jako związek kobiety i mężczyzny
     Związki jednopłciowe nieuznawane

Status prawny związków osób tej samej płci w Europie:
Małżeństwo
Rejestrowany związek partnerski
Konkubinat
Konstytucja definiuje małżeństwo jako związek kobiety i mężczyzny
Związki jednopłciowe nieuznawane

Małżeństwa osób tej samej płci są legalne w Islandii od 27 czerwca 2010 roku. Islandia jest dziewiątym krajem, który przyznał parom jednopłciowym prawo do zawarcia małżeństwa.

## Historia
W 1996 roku w kraju zalegalizowano związki partnerskie osób tej samej płci. Dają one większość praw z tych, jakie mają małżeństwa heteroseksualne. Przedstawiony przez ówczesnego ministra sprawiedliwości projekt ustawy poparły wszystkie partie zasiadające w parlamencie. Podczas głosowania tylko jedna osoba była przeciwna przyjęciu ustawy. W 2000 roku Islandia umożliwiła parom tej samej płci adopcję dzieci, ale tylko jednego z partnerów, a nie obcych (np. z domu dziecka). W 2006 roku przyznano parom homoseksualnym pełne prawa adopcyjne.
19 maja 2009 roku nowo zaprzysiężony rząd Jóhanny Sigurðardóttir przedstawił swój program. Wśród punktów tego programu znalazła się legalizacja małżeństw osób tej samej płci.
18 listopada 2009 roku ministra sprawiedliwości i praw człowieka Ragna Árnadóttir potwierdziła, że jej resort pracuje nad projektem ustawy legalizującej małżeństwa jednopłciowe. 23 marca 2010 roku rząd złożył projekt ustawy w parlamencie. 11 czerwca parlament jednogłośnie przyjął ustawę. Weszła ona w życie 27 czerwca 2010 roku.